# Jenő Hubay

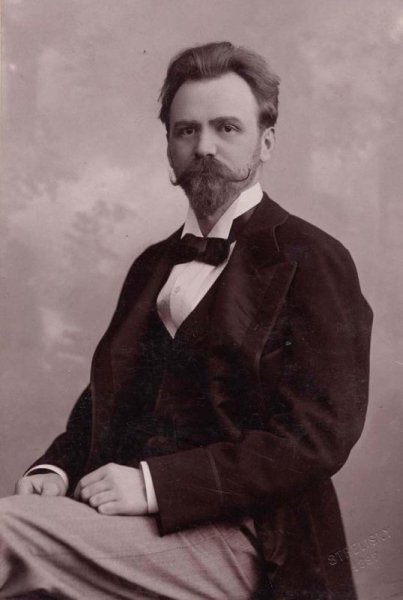
Jeno Hubay 1897

Jenő Hubay Szalatnyai, nacido Jenő Rudolf János Huber (Pest, 15 de septiembre de 1858 –Budapest, 12 de marzo de 1937) violinista, compositor y profesor húngaro. 1921, fue elegido miembro de honor de la Academia húngara de las ciencias.
En el último cuarto del siglo XIX cosechó éxitos por toda Europa. También obtuvo un reconocimiento considerable como músico de cámara primero en Bruselas, luego con su cuarteto de cuerdas y con otros compañeros en Budapest. También logró excelentes resultados como profesor de música. A la edad de 23 años, se convirtió en el jefe del departamento de violín en el prestigioso Conservatorio de Bruselas, y cuatro años más tarde toda una serie de excelentes músicos se graduaron de su clase, incluido Bram Eldering.
Tras su regreso a Hungría dirigió el departamento de violín de la Academia de Música. Algunos violinistas famosos como Stefi Geyer, Ferenc Vecsey y József Szigeti salieron de la clase de Hubay. Sus obras para violín y canciones húngaras, francesas y alemanas fueron populares desde finales del siglo XIX. Más tarde, su interés se centró cada vez más en los géneros sinfónicos y escénicos de mayor escala y creó una impresión duradera con sus óperas El violinista de Cremona y Anna Karenina .

## Trayectoria

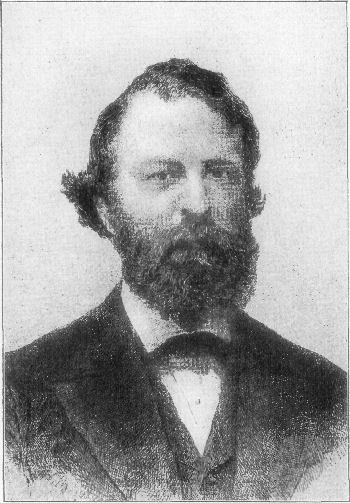
Joseph Joachim

### Infancia y formación

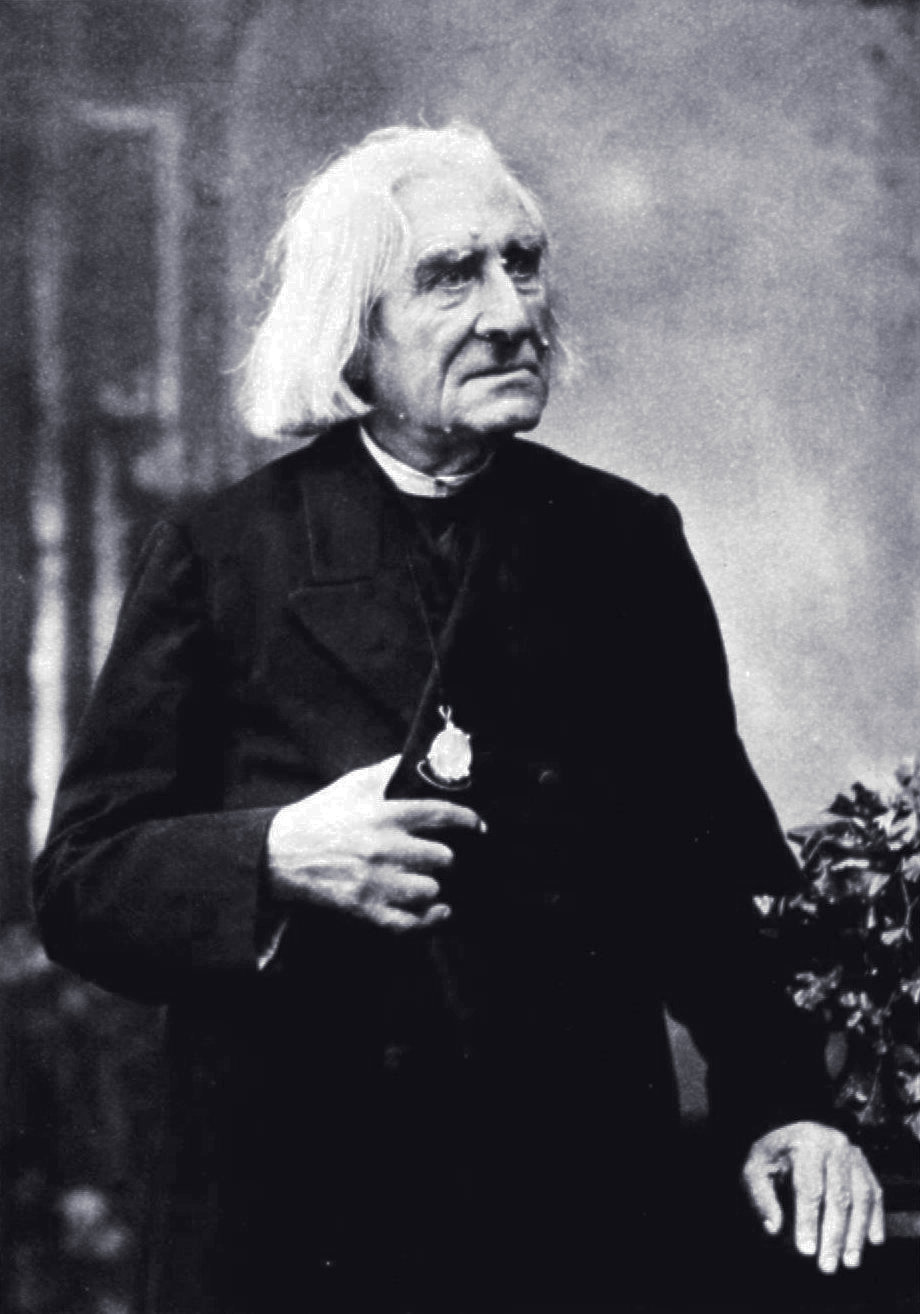
Franz Liszt

Su padre, Károly Huber, renombrado violinista, era director y concertino del Teatro Nacional y profesor de Academia de Música Nacional cuando nació Jenő. Su madre, Lujza Szevera, era hija de una rica familia de origen italiano, propietaria de una fábrica de salami en Pest. El niño estuvo rodeado de música desde que nació. Tuvo su primer violín a la edad de cinco años, y fue entonces cuando su padre comenzó a enseñarle seriamente. A la edad de siete años, se matriculó en la escuela privada de Szőnyi. El pequeño se presentó varias veces en conciertos y eventos benéficos de Zenede. El acontecimiento más memorable de su infancia fue el concierto de Ferenc Liszt, el 15 de agosto de 1865, con motivo del 25 aniversario de la existencia de la Academia de Música Nacional. Se presentó en Vigado la Leyenda de Santa Isabel, bajo la dirección del propio Liszt. Como resultado de esta experiencia, el joven Jenő decidió que elegiría la música como su profesión. La ópera de Richard Wagner, Lohengrin, se presentó en el Teatro Nacional de Pest el 1 de diciembre de 1866, dirigida por su padre. Como estudiante de segundo grado, su vida hogareña en ese momento estaba completamente ocupada por esta ópera: podía escuchar los estudios de partituras de su padre y los ensayos con los cantantes, y también fue llevado al espectáculo. A Jenő, de ocho años, se le asignó un asiento permanente en las veladas de ópera del Teatro Nacional, justo detrás del director. Al mismo tiempo escuchaba las óperas de Mozart y las obras italianas que encontraba "bastante aburridas".
Mientras tanto, continuó su educación y tenía trece años cuando se presentó por primera vez en el Concurso Nacional de Música. En 1872, actuó en dos conciertos: uno fue el concierto del 9 de marzo del Departamento de Canto de la Universidad y el otro fue el concierto de examen de Zenede. Después de eso, sus estudios de secundaria pasaron a un segundo plano, estaba fuertemente atado por la práctica musical y a la serie cada vez más frecuente de actuaciones, y cada vez era menos capaz de centrar su atención en las materias escolares. Después de la muerte de su madre acordó con su padre estudiar en el extranjero.

### Estudios en Berlín

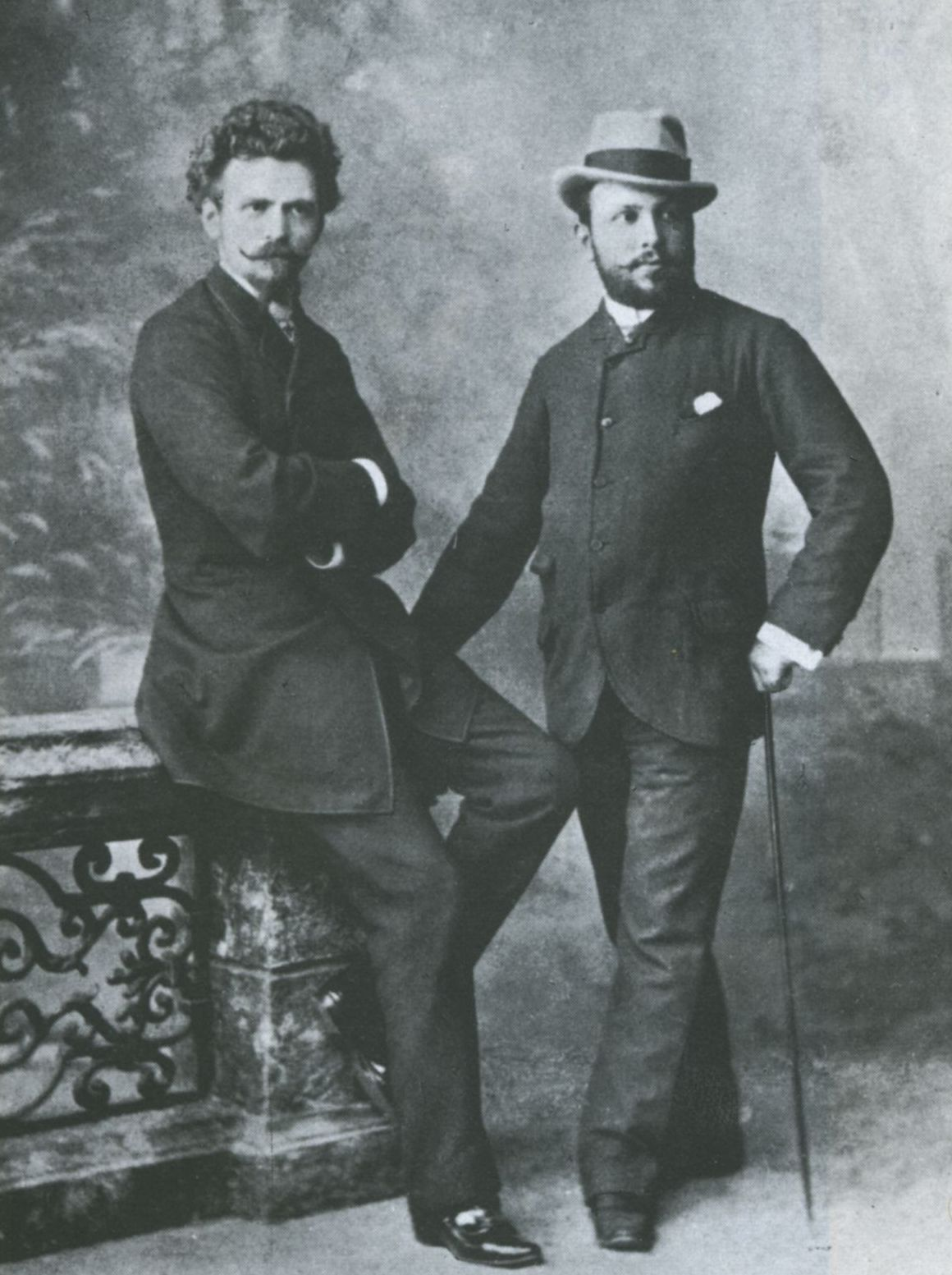
Hubay Jenő y Herzfeld Viktor en 1890

Károly Huber originalmente quería llevar a su hijo al alumno de Louis Spohr y Ferdinand David, en Leipzig. Sin embargo, el maestro murió en 1873, por lo que pasó a convertirse en alumno de József Jenő Joachim, quien fue nombrado director de la Hochschule für Musik de Berlín en 1868. Jenő estaba feliz de ser alumno de Joachim, pero primero tenía que terminar sus estudios secundarios, por lo que se inscribió en una escuela privada. Su examen de ingreso en la universidad de Berlín transcurrió sin problemas y el comité examinador elogió su talento. Además de aprender la técnica de tocar el violín, conoció la música de cuarteto gracias a Joachim que era un gran especialista. Escuchó los cuartetos de cuerda de Ludwig van Beethoven y los cuartetos de Johannes Brahms, escritos en los años setenta y estrenados por el Cuarteto Joachim en Berlín, con ensayos y conciertos celebrados en la gran sala de la Singakademie de Berlín. También asistió a las funciones de la Hofoper, para escuchar las óperas en programa, principalmente alemanas e italianas.
Al finalizar su primer año en Berlín, en 1874, regresó a casa. Su padre, que en ese momento era organista de la Asociación Nacional de Canto, llevó a su hijo con él al séptimo concurso de canto de la asociación en Cluj, donde Jenő apareció el 29 de agosto, junto a cantantes y artistas de fama nacional. Durante su segundo año en Berlín, fue alumno del violista Eduard Rappoldi y de Benno Härtel, quienes le enseñaron composición. Jenő actuó en uno de los conciertos de la Hochschule en el año académico 1874-75 en que interpretó el 12º concierto de Spohr con gran éxito. Sus extraordinarias habilidades se hicieron evidentes en el concierto organizado en el tercer año, cuando interpretó una de las obras más difíciles y hermosas para los violinistas, la Chacona de Johann Sebastian Bach, con un alto nivel de preparación virtuosa.
En 1876, Joachim recomendó al joven Jenő para el puesto de concertino de la orquesta de Düsseldorf, pero él decidió no aceptar por la oposición de su padre. Terminó sus estudios en la primavera de 1876 y volvió a Hungría.

### Su relación con Ferenc Liszt
Para Károly Huber, era más importante para su hijo estar en el círculo de Ferenc Liszt, quien actuaba como presidente de la Academia de Música en ese momento, y demostrar su talento en su tierra natal. Inmediatamente después de regresar a casa, se le pidió a Jenő que actuara en el concierto de celebración del concurso de canto de Szeged. El joven violinista logró un gran éxito con la obra de Henri Vieuxtemps, Ballade et Polonaise y la transcripción de Joachim de las Danzas húngaras de Brahms. Sin embargo, su verdadero debut se produjo en otoño, cuando dio un concierto orquestal en Vigado con la participación de miembros de la Sociedad Filarmónica, dirigido por su padre. Fue un gran éxito y Ferenc Liszt también estaba entre la audiencia. Después de eso, fue invitado a toda una serie de conciertos en la capital y el interior, lo que contribuyó a la reputación nacional del joven artista.
Fue un gran reconocimiento para él que Liszt lo invitara a las matinés de la academia de música que organizaba, donde generalmente solo sus alumnos y él actuaban. Después de eso, los Hubay fueron invitados varias veces por Liszt, quien también le dio a Jenő la oportunidad de presentar sus propias composiciones. El gran compositor objetó que sus obras, nacidas en Berlín -bajo la influencia de sus maestros- fueron creadas en el mundo de las formas musicales clásicas, e instó a su alumno a intentar "dar un paso por nuevos caminos". Liszt también daba conciertos con regularidad a familias amantes del arte en Budapest. Por lo general, actuaba solo, pero a menudo llevaba a Jenő con él. El compositor Róbert Volkmann era uno de los invitados habituales de las veladas musicales, y habitualmente se interpretaba alguna de sus obras. De Volkmann, quien enseñó composición en la Academia de Música desde 1875 hasta el final de su vida en 1883, Jenő aprendió mucho en dos años gracias a sus ingeniosos análisis de forma y excelentes explicaciones armónicas.
En ese periodo no descuidó la composición: puso música a varios poemas de Petőfi, que interpretó en los salones de Pest acompañado por su hermano Károly, como barítono. Logró su primer gran éxito como compositor con un arreglo para violín de las melodías de la ópera Carmen de Bizet, y luego arregló la pieza de Elemér Szentirmay, Nota Plevna para violín.
El joven artista, a pesar de que era conocido en todo el país, sintió que las condiciones musicales en Hungría en ese momento, con el dominio de la cultura alemana sobre la vida musical, no le permitían desarrollarse lo suficiente. Así que decidió trasladarse a París.

### Años de París
En la primavera de 1878 llegó a París con una carta de recomendación de Liszt. Al principio, fue ayudado por Camille Saint-Saëns, luego por Béla Csillag, un empleado úngaro de banco que vivía en París. A través de él, conoció a los integrantes de la mesa húngara del Grand Café: Lajos Deák-Ébner, József Rippl-Rónai y Tivadar Felidi-Flesch. Los primeros meses pasados en París fueron una dura prueba para el joven artista, que ya había cambiedo su nombre a Jenő Hubay, aunque solo recibió el permiso oficial para cambiar su nombre más de un año después, en noviembre de 1879. A finales de año, Liszt también llegó a París y presentó al joven artista al entonces propietario de la empresa de fabricación de arpas y pianos Érard, en cuyo salón conoció a grandes de la literatura y la música francesa como Victor Hugo, Charles Gounod, Ambroise Thomas y Édouard Laló.
Un punto de inflexión en su carrera se produjo cuando decidió visitar a Henri Vieuxtemps, ex profesor de los conservatorios de San Petersburgo y Bruselas, que era un músico célebre en toda Europa en la primera mitad del siglo. El maestro enfermo, reconociendo el talento de Hubay, lo aceptó como alumno.
Mientras tanto, también llegó a París Károly Aggházy, también alumno de Liszt, a quien conoció durante su concierto en Szeged. Por consejo de Vieuxtemps, se decidió que el 22 de enero de 1879 se organizará un concierto conjunto en el salón de Érard. Invitaron a todos sus conocidos de París, principalmente a los miembros de la Asociación Húngara de París, encabezada por Munkácsy y Mihály Zichy. En el evento también aparecieron críticos musicales de los periódicos parisinos. Tanto el público como la crítica elogiaron el arte de los dos jóvenes húngaros, y los periódicos publicaron reseñas favorables de ambos. Ganaron gran popularidad, y estaba tan de moda invitarlos que a veces actuaban en dos o tres "soirées" en diversos salones.
En marzo del primer año de Hubay en París, Hungría sufrió una terrible catástrofe la inundación de Szeged de 1879. El embajador del Imperio en París organizó dos matinés musicales en beneficio de los damnificados por las inundaciones, que fueron inauguradas por Hubay y Aggházy. Posteriormente, por iniciativa propia, dieron otro concierto el 20 de abril, cuya recaudación también fue donada a los damnificados por las inundaciones.
Después del agotador primer año, Hubay decidió irse a casa por unos meses para descansar. También persuadió a Aggházy para que visitara su casa, pero no tuvieron paz después de su llegada. La prensa de Pest informó fielmente sobre sus conciertos en París, y los dos artistas recibieron múltiples invitaciones. Así, tras un descanso de seis semanas, siguió una serie de conciertos de casi cinco meses. Hubay y Aggházy dieron conciertos dos veces en Székesfehérvár, Csurgó, Szolnok y Szekszárd, y un concierto en Apatin, Szentes, Pécs, Karcag, Balassagyarmat, Vác, Eger, Miskolc, Ungvár, Marosvásárhely, Cluj, Székelyvarhely, Timbormiso, Arad, Nagyvárad, Jászberény y algunas otras ciudades. En agosto, los dos jóvenes artistas interrumpieron su ciclo de conciertos para participar en el festival de la isla Margarita de la capital. Con los ingresos de este, quisieron ayudar a los familiares de la tripulación del acorazado francés Arrogante, que había explotado en esos días, para corresponder al concierto organizado en la Gran Ópera de París en beneficio de las víctimas de la inundación de Szeged. Una delegación francesa de cinco miembros y bastantes húngaros residentes allí acudieron a la ceremonia, entre ellos Mihály Munkácsy y muchos destacados representantes de la vida artística y política francesa, como Charles Gounod, Léo Delibes, Jules Massenet y Camille Saint-Saëns. Después del festival Arrogante, continuó la gira de conciertos nacionales de Hubay y Aggházy, principalmente en las ciudades de Transilvania (Cluj, Marosvásárhely).
En París Hubay tocaba mucha música en la casa de Charles-Marie Widor, Édouard Lalo y Benjamin Godard, y se reunía frecuentemente con Charles Gounod, Gabriel Fauré, André Messager (luego director de la Grand Opera) y Camille Saint-Säens. Actuó varias veces en la Société Nationale de Musique, donde los compositores franceses presentaban sus obras por primera vez. La embajada del Imperio en París organizó una recepción el 1 de mayo, cuya parte musical fue compuesta por Jenő Hubay; lo más destacado del espectáculo fue la actuación conjunta de Aggházy y Hubay, que ya era conocido como el Ferenc Liszt del violín.

### Conciertos en Londres
Los dos músicos fueron invitados a Londres en 1880, donde junto a Marcella Sembrich, Maria Albani, y Sarah Bernhardt, actuaron en un gran concierto organizado en St James's Hall. Allí interpretaron paráfrasis de canciones populares bajo el título de Melodías nacionales húngaras. Su actuación fue un gran éxito, la prensa definió a Hubay como un violinista milagroso. Gracias a esto, actuaron en varios otros conciertos en las siguientes semanas. En ese momento, los favoritos de Londres incluían a seis estudiantes de Uppsala que cantaban canciones folclóricas escandinavas y canciones artísticas bajo el nombre The Swedish Vocal Sextet, quienes, al ver la creciente popularidad de Hubay, se ofrecieron a organizar conciertos conjuntos, que tuvieron lugar cinco veces. Las experiencias de los dos artistas en Londres incluyeron un concierto privado organizado en el palacio de Lord Paget, quien estaba relacionado con la casa real inglesa.
Los Hubay abandonaron Londres a principios de agosto con la creencia de que capitalizarían su éxito de verano en la temporada siguiente. Se equivocaron: no actuaron más veces en la capital británica, donde Hubay volvió a llegar casi tres décadas después. Su próximo destino fue Bruselas: la dirección de la exposición de arte y comercio los contrató para siete conciertos del 18 al 24 de agosto.

### Regreso a París, muerte de Vieuxtemps
Hubay solo estaba preocupado por el hecho de que, a pesar de los éxitos en París y Londres, todavía no lograba entrar en el programa de los conciertos de Pasdeloup, los más populares en todo París. En el momento de sus primeros éxitos, Vieuxtemps intercedió ante Jules Pasdeloup, pero el director lo rechazó rotundamente, diciendo que solo podían actuar artistas de fama mundial. Sin embargo, la oportunidad no se hizo esperar. Entre las partituras de Munkácsy, Hubay encontró un extracto para piano de la ópera El rey de Lahore de Jules Massenet, que era extremadamente popular en ese momento. Escribió una suite de sus más bellas melodías y, cuando regresó a París, se la mostró al compositor. Massenet, que ya era entonces miembro de la Academia Francesa de Bellas Artes, escuchó la obra con gran admiración y decidió arreglarla e interceder para que se incluyera en el programa de los conciertos de Pasdeloup.
El concierto tuvo lugar el 19 de diciembre de 1880. Tras el primer movimiento de la Suite de Lahore, la actuación de Hubay fue interrumpida por tormentosos gritos de bravo, y tras la parte final, todo el público se puso de pie para celebrar al violinista y la excelente transcripción. Pasdeloup, el director, que unos meses antes se había negado a aceptarlo, ahora le pidió que tocara en su próximo concierto, un concierto para violín de su elección. Hubay eligió el concierto favorito de Vieuxtemps, que era el 5.º Fue bien recibido por el público y la crítica. Gracias a su éxito, se convirtió en el centro de la vida musical, rodeado de agentes, ofreciéndole numerosas giras de conciertos. Sin embargo Hubay, que no quería salir de Francia, disfrutó de su éxito en París y solo realizó giras menores a Lieja y Luxemburgo.
En París conoció al violinista húngaro Vilmos Hegyesi, que anteriormente fue miembro del Cuarteto de Cuerdas de Florencia y luego se convirtió en profesor en el Conservatorio de Colonia. Los tres músicos participaron en muchas actuaciones conjuntas.
Cuando Vieuxtemps viajó a Argelia para recibir tratamiento médico, Hubay y Aggházy también viajaron allí para visitar a su maestro. Dieron conciertos en Argel y Vieuxtemps estuvo presente en su primer concierto público. El anciano compositor murió poco después y, a petición de la familia, Hubay se quedó un tiempo en Argel para ordenar el legado musical de Vieuxtemps. Los dos músicos húngaros regresaron de África en medio de una terrible tormenta en un horrible viaje que duró treinta horas. Hubay prometió no volver a navegar nunca más. Esta fue una de las principales razones por las que más tarde se negó a ir a América y rechazó una tras otra las ofertas de los empresarios.
Después de su viaje de regreso, Aggházy regresó a su casa en Budapest y Hubay regresó a Dunaharaszti, donde se encontraba la casa de vacaciones de su padre. Allí orquestó el 7.º concierto de Vieuxtemps. Escribió un artículo para la revista alemana Musikwelt sobre el legado de Vieuxtemps y publicó sus cartas en la edición de septiembre de la revista musical francesa La Renaissance Musicale.
Hubay regresó a París en otoño, esta vez sin Aggházy. Actuó en un solo concierto, luego viajó a Bruselas, donde era esperado con gran interés: Vieuxtemps ya lo había recomendado para el puesto vacante de profesor de violín en el conservatorio. Aunque ya había dado conciertos en la capital belga, su debut oficial se produjo el 14 de diciembre de 1881. A partir de entonces, se convirtió en el favorito del público y la prensa. El único obstáculo para su nombramiento fue que el Ministerio del Interior belga quería que el artista húngaro obtuviera la ciudadanía belga. Hubay no quería ser desleal a su país y, por lo tanto, se necesitó la intervención de Francois van Hal, un entusiasta mecenas de la música belga y posterior buen amigo de Hubay, para resolver el problema. Fue nombrado oficialmente en 1882. Jenő Hubay, de veintitrés años, sucedió a Henri Vieuxtemps y Henryk Wieniawski en la docencia del Conservatorio de Bruselas.

### Profesor de violín en Bruselas

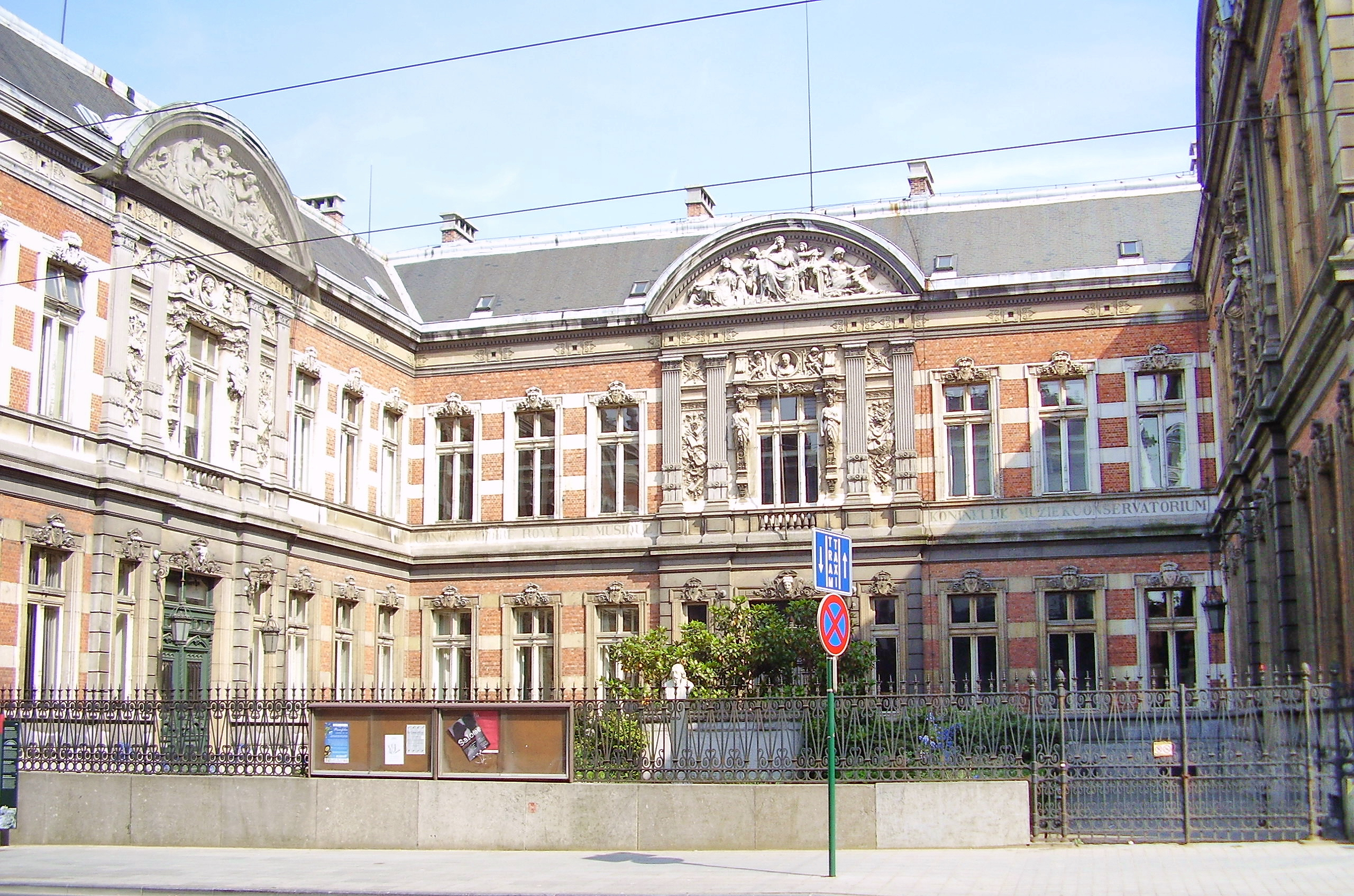
Conservatoire royal de Bruxelles

Durante la época de Hubay, el director del Conservatorio de Bruselas era el compositor François-Auguste Gevaert, considerado la figura musical belga más influyente de la época. Animado por Gevaert, Hubay organizó un cuarteto de cuerdas en el año de su nombramiento, en el que tocaba el primer violín alternativamente con el profesor Jean-Baptiste Colyns, que rondaba la cincuentena. Colyns ya dirigía una de las clases de violín en la época de Vieuxtemps y Wieniawski. El segundo violín del cuarteto fue Désiré Van Styvoort y el violonchelista Joseph Servais. El conjunto debutó en el otoño de 1882 con dos cuartetos de cuerda de Beethoven. Tuvieron un gran éxito, lo que llevó a Gevaert a solicitar de inmediato el apoyo estatal para continuar con las veladas de cuarteto de cuerda. Los cuartetos de Beethoven se repartieron en cuatro veladas y para sus conciertos, utilizaron la gran sala del conservatorio, que podía albergar a un público de 1.400 personas e ingresar mil francos por noche. Otro profesor de la universidad, Cornelius, también organizaba noches de cuarteto de cuerda en el pequeño salón del conservatorio: su conjunto se llamaba le petit quatuor, en contraste con "le grand quatuor" de Hubay. El Cuarteto Hubay se hizo muy popular muy rápidamente, apareciendo con frecuencia en las noches de clubes y amantes de la música. Como solista, Hubay también participó en la animada vida musical de la ciudad, cuyo eje vertebrador fueron cuatro conciertos de la orquesta de la Ópera de Bruselas, el Théâtre de la Monnaie, y cuatro conciertos de un conjunto formado por los profesores y alumnos del conservatorio.
En sus meses libres, Hubay dio una serie de conciertos orquestales, no solo en Bélgica, sino también en Francia e incluso en los Países Bajos. Solo tenía clase seis horas a la semana en el conservatorio, por lo que en su tiempo libre trabajaba en el parque del Bois de la Cambre. Bajo los árboles del Bois nacieron obras como el Concert Dramatique, Sonate Romantique y Sinfonía No. 1 para gran orquesta. Compuso varios ciclos de canciones en Bruselas con los poemas de Victor Hugo, Lucien Paté, Sully Prudhomme y Elena Văcărescu, y allí puso música al texto de la ópera Merlín, el hechicero de Edmond Haraucourt. Ésta posteriormente se presentó en Budapest bajo el título de Alienor.
Cuatro meses después de su nombramiento, en mayo de 1882, Hubay pudo volver a ver a Liszt, en cuyo honor se organizaron celebraciones musicales en Bruselas y Amberes. Hubay volvió a actuar con el gran compositor, participaron juntos en diversas veladas y viajes. Cuando se fue, Liszt expresó su alegría de que su joven compatriota hubiera alcanzado una posición tan honorable.
En 1883, Hubay organizó veladas en el Palais des Beaux-Arts de Bruselas con el pianista Józef Wieniawski, el hermano menor de Henryk, que también era profesor en el conservatorio. Al año siguiente, visitó París dos veces: en marzo interpretó el concierto para violín en fa menor de Vieuxtemps y en diciembre el concierto para violín de Antonio Bazzini. Actuó por última vez en marzo bajo la batuta de Pasdeloup, quien posteriormente cedió la dirección de su orquesta al buen amigo de Hubay, Benjamin Godard. 
Los eventos de 1884 incluyeron un concierto festivo del conservatorio con motivo de la visita del Príncipe de Gales, en el que el Cuarteto Hubay interpretó una pieza de Wolfgang Amadeus Mozart y otra de Felix Mendelssohn-Bartholdy. Después del concierto, Gevaert presentó a los artistas al Rey Leopoldo II de Bélgica, quien junto al Príncipe de Gales los felicitó calurosamente. El otro evento fue el concierto de Antón Rubinstein en Amberes, en el que Hubay actuó como solista.
El 20 de diciembre de 1885, durante el ensayo del cuarteto recibió un telegrama de su hermano Károly Hubay, informándole que su padre no se encontraba bien. Una hora después, un segundo telegrama traía la noticia de la muerte de Károly Huber. Hubay viajó a casa para el funeral, pero solo pasó unos días en Budapest.
El 10 de enero de 1886, presentó su primer concierto para violín, el Concerto dramatique, en el Théâtre de la Monnaie de Bruselas. La prensa belga elogió al artista y su obra. El programa del cuarteto de cuerda continuó ampliándose y, con la participación de otros profesores, interpretaron las obras más famosas de la literatura de música de cámara, incluido el Septeto de Beethoven.
Entonces el artista recibió un gran honor en Hungría: el Dalárszövetség nacional húngaro lo eligió director de la Academia en el lugar de su difunto padre. La decisión le fue comunicada oficialmente a Hubay por el presidente Ede Bartay y el secretario Kornél Ábrányi. El ministro de Cultura, Ágoston Trefort, instruyó al vicepresidente de la Academia de Música, János Végh Verebi para negociar con Hubay las condiciones de su regreso a casa. El artista pidió tiempo para pensarlo, ya que al asumir el cargo de docente académico tenía que renunciar no solo a su prestigiosa posición, sino también al gran grado de libertad que se le otorgaba para su trabajo como compositor. Hubay finalmente decidió aceptar y regresar a casa en marzo de 1886. Hubay esperaba que con su regreso también estaría más cerca de Ferenc Liszt, pero el destino quiso que el gran compositor falleciera el 31 de julio.
Hubay permaneció en Bruselas hasta junio de 1886. Siete de sus alumnos recibieron el primer premio, incluido el violinista holandés Bram Eldering, quien más tarde se convirtió en el violista del cuarteto de cuerda Hubay-Popper. Hubay se mantuvo en contacto con Bruselas sobre todo con su buen amigo, el melómano y coleccionista de instrumentos Van Hallal. Siempre habló de Bélgica como su segundo país.

### Regreso a Budapest
Jenő Hubay, de 28 años, sucedió a su padre en la Academia de Música que funcionaba desde hacía más de una década, al frente del departamento de violín. Dos años antes, en septiembre de 1884, se inauguró la Ópera Nacional, que le brindó la oportunidad de presentar sus composiciones, y en marzo de 1886, su orquesta adoptó oficialmente el nombre de  Sociedad Filarmónica formada por los miembros de la Ópera de Hungría. El Vigadó de Pest, que abrió sus puertas en 1868, proporcionó un marco adecuado para la organización de conciertos. Además, en el invierno de 1885, la Asociación Nacional de Dalár eligió a Hubay como su gran maestro nacional. Sin embargo, tuvo muchas dificultades: principalmente por el dominio del idioma alemán en la educación musical y en la orquesta de la ópera. El profesorado de la universidad estaba formado principalmente por austriacos y checos, algunos de los cuales ni siquiera querían aprender el idioma húngaro. El primer maestro de composición, Róbert Volkmann, famoso por sus serenatas de cuerda y música de cámara, quería conscientemente seguir siendo un artista alemán. El espíritu de la música alemana también fue difundido por Viktor Herzfeld, nacido en Bratislava pero que llegó a Pest desde Alemania, quien tocó el segundo violín en el cuarteto de cuerdas de Hubay durante dos años, así como János Koessler, el sucesor de Volkmann, quien proporcionó bases sólidas a las actividades compositivas de Ernő Dohnányi, Béla Bartók y Zoltán Kodály, pero que con su respeto incondicional por Brahms y su actitud anti-Liszt, también representaba el espíritu alemán. Jenő Hubay, que habla bien húngaro, alemán y francés, pudo entenderse bien desde un punto de vista lingüístico con todos los miembros del personal docente, pero le resultó difícil aceptar su posición sobre la vida y educación musical en húngaro. Para ello tenía dos aliados. Uno de ellos fue el compositor Ödön Mihalovich, que nació en Eslavonia, pero que estudió en Pest desde 1855, y a pesar de que siguió siendo un ferviente seguidor de Wagner hasta su muerte, se declaró compositor húngaro y escribió varias obras con temas húngaros. Su otro aliado fue su hermano mayor, Károly Hubay un abogado que se convirtió en un entusiasta de los esfuerzos de magiarización. Como director de la empresa organizadora de conciertos y editorial musical Harmonia Rt., fundada en 1881, trató de eliminar el idioma alemán de los anuncios y folletos de los programas. Publicó obras húngaras y programó la mayor cantidad posible de ellas. Harmonia publicó obras corales de Hubay, coros masculinos a cuatro voces, óperas y canciones escritas con textos húngaros, mientras que sus obras para violín continuaron publicándose principalmente en el extranjero.

### El cuarteto de cuerdas Hubay-Popper
En el otoño de 1886, Hubay fundó un conjunto de música de cámara junto con Dávid Popper. Su segundo violinista durante dos años fue Viktor Herzfeld, más tarde profesor de teoría musical en la Academia de Música, y el violista fue el alumno de Hubay de Bruselas, Bram Eldering. Hubay y Popper siguieron siendo los dos pilares del cuarteto de cuerda hasta 1903. El segundo violín pasó en 1888 a Vilmos Grünfeld, concertino de la Ópera, en 1889 a József Bloch, más tarde profesor de la academia de música, y luego a dos estudiantes de Hubay: János Farkas en 1894 y Rezső Kemény en 1895, más tarde profesor de la academia de música. De 1893 a 1898 fue József Waldbauer. Gusztáv Szerémi, tocó la viola de 1893 a 1898 y luego se convirtió en el líder de la parte de viola del teatro de ópera y profesor de viola en la Academia de Música. El conjunto continuó tocando con la composición de Hubay-Kemény-Szerémi-Popper hasta la muerte de Popper.
El Cuarteto de Cuerdas de Hubay y Popper celebró su primer concierto el 24 de octubre de 1886, en la sala pequeña del Vigadó. La fama del nuevo conjunto y su excelente musicalidad se difundió en poco tiempo y actuaron en nueve grandes ciudades ( Pécs, Kassa, Miskolc, Debrecen, Arad, Timisoara, Lugos, Cluj, Nagyvárad ) en noviembre de 1886. 
Hubay también tuvo éxito en atraer a Johannes Brahms de regreso a Budapest. El primer concierto de Brahms  con el cuarteto de cuerdas se llevó a cabo el 23 de diciembre de 1886, en el que el propio Brahms interpretó su sonata en mi menor y los cantantes de la ópera cantaron sus canciones. El público les brindó una celebración entusiasta. Brahms luego visitó la capital húngara cuatro veces más.

### Su trabajo como organizador musical y sus conciertos.

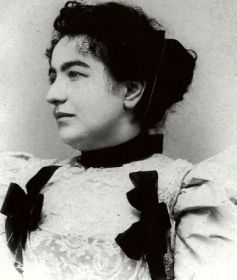
Elena Vacarescu

Los años que pasó en Francia y los contactos que hizo allí permitieron a Jenő Hubay dedicarse  en febrero de 1887, en Angers, a orillas del Loira, a organizar un festival húngaro para popularizar la música húngara en el extranjero. El programa fue elaborado por Hubay a partir de autores húngaros: Ödön Mihalovich, Sándor Bertha, Károly Goldmark, Géza Zichy, Ferenc Liszt y sus propias obras. Hubay interpretó su propio Concerto dramatique y la partitura de Plevna.
En 1888, la filarmónica presentó su Sinfonía n.° 1, tras lo cual viajó a Viena, donde el público lo aplaudió con entusiasmo, pero la crítica se mostró reservada con su arte. En marzo, acompañado por Géza Zichy, Hubay realizó una gira de conciertos benéficos por Austria e Italia. En su concierto en el Teatro Costanzi de Roma, apareció toda la corte, encabezada por la Reina de Italia, a quien se presentó a los artistas. En abril visitó París y dio un concierto en la Salle Érard. Después del concierto, Munkácsy ofreció una velada en su honor. Hubay interpretó canciones de su espectáculo húngaro, y uno de los artistas de la Gran Ópera cantó canciones de Hubay compuestas con poemas de Elena Văcărescu, la dama de honor de la reina rumana. A través de la cortesana-poeta, la reina Isabel de Rumania (que publicó sus poemas bajo el seudónimo de Carmen Sylva) invitó a su "artista húngaro favorito" a su palacio en Sinaia. A finales de año, Hubay dio un concierto en Viena, interpretando las sonatas de Brahms. Hubay visitó Sofía y Constantinopla en febrero de 1890 y tuvo un gran éxito. Luego viajó a Frankfurt y luego a Bruselas para visitar a sus amigos. En noviembre, realizó una gira de un mes por ciudades de Rusia y Finlandia.
El año 1891 fue significativo para Hubay ya que la música de cámara y la de cuarteto de cuerda se introdujeron en las materias impartidas en la Academia de Música y se le encomendó enseñarlas. También en este año, el 5 de diciembre, tuvo lugar en el Teatro de la Ópera el estreno de su primera ópera, Alienor. La obra, que evoca el mundo de Wagner, cuyo protagonista es Merlín, el hechicero, fue bien recibida, pero se destacaron las debilidades del texto. En enero de 1892, Joseph Joachim volvió a visitar Budapest y dio un concierto con el cuarteto de cuerda de Hubay. A finales de febrero, Hubay viajó a Alemania y presentó su Concerto dramatique en Hamburgo y Berlín. Después de los conciertos en Alemania, realizó una gira de conciertos con el pianista Alajos Bodó. Pasó el verano componiendo El violinista de Cremona y terminó su obra en Ostende. En el invierno de 1892-1893, dio dos conciertos en Bruselas y luego se embarcó en una gira de música de cámara ( Gante, Lieja, Amberes, Ostende ). Luego viajó a Alemania, donde dio una serie de veladas orquestales en Frankfurt, Maguncia, Colonia, Wiesbaden y finalmente en Ginebra, Suiza. Aquí causó una impresión tan profunda entre los profesionales y el público que le ofrecieron el puesto de director del conservatorio que acababa de quedar vacante, que naturalmente no aceptó, alegando sus obligaciones en Hungría. Después de Ginebra, dio un concierto en Lyon, luego viajó a Normandía, y de allí a Moscú, Nizhny Novgorod y San Petersburgo, donde fue contratado para nueve funciones. Después viajó a Brixen, donde pasó un mes en compañía de su letrista, la poetisa Janka Wohl, a partir de cuyos bocetos escribió una "novela musical" para violín, titulada Atair, en cinco capítulos. La "novela musical" que consta de las secciones Női szésély - Invocatio - Lidércfény - Vallomás - Szerelemittasan fue publicada por la editorial de música Hainauer en Boroszló en 1893.
En febrero del año siguiente, Hubay dio otro concierto en Viena. En marzo visitó Boroszló y luego Praga. El 1893-1894 el evento de clausura de la temporada de conciertos de Budapest fue el concierto de Jenő Hubay en la pequeña sala de Vigadó, donde, además del Trino del diablo de Giuseppe Tartini, el artista presentó solo sus propias obras: la Sonate romantique escrita en Bruselas en 1884, la "novela musical" Atair compuesta con el texto de Janka Wohl.

### Matrimonio
El año 1894 supuso un punto de inflexión en la vida de Hubay ya que se casó con Róza Cebrián. La joven era de origen aristocrático, educada y tenía buenas dotes musicales. Asistía a todos los grandes conciertos, y ya a finales de los años ochenta conoció al profesor de la Academia de Música bien situado en los círculos aristocráticos de la capital desde su regreso. Tocaba bien el piano y cantaba bien. Se sintió honrada de que el profesor, doce años mayor que ella, estuviera dispuesto a tocar música de cámara con ella. Practicó diligentemente las sonatas de Beethoven y de Grieg prescritas por Hubay. Su atracción mutua se hizo evidente a principios de la década de 1890, y Hubay decidió pedir la mano de Róza en matrimonio a su padre, el conde László Cebrián. El padre rechazó a Hubay, pero no pudo evitar el matrimonio de su hija. Después de tres años de espera, en el primer momento permitido por la ley, a primera hora de la mañana del vigésimo cuarto cumpleaños de Róza, el compositor llevó a su novia al altar de la iglesia parroquial de Losonc. Su testigo fue el Cónsul General de Rumania en Budapest, el Príncipe Cantacuzino.

### En la cima de su carrera
Mientras que la primera mitad de 1894 se pasó en los preparativos de la boda, la segunda mitad estuvo llena de preparativos para la presentación del 19 de noviembre de El violinista de Cremona. El texto de la ópera en dos actos basada en el dramoletto de Francois Coppée fue escrito por Henri Beauclair y traducido al húngaro por Emil Ábrányi. Su música fue un éxito mundial. A pesar del texto dramáticamente imperfecto, la obra fue un éxito rotundo en Hungría y Alemania, pero también se presentó en París, Bruselas y Nueva York.
Después de su matrimonio, Hubay realizó una gira de conciertos en enero de 1895 por Alemania. En primavera fue elegido presidente de la Sociedad de Compositores Húngaros. En octubre volvió a actuar como invitado en Ostende, y al año siguiente actuó en Suiza y Alemania.
En marzo de 1896, presentó la ópera A falu rossa, cuyo texto fue escrito por Antal Váradi, basado en la obra popular de Ede Tóth. Sin embargo, la obra de Hubay fue una decepción: la obra popular, que fue un éxito de taquilla en el teatro, no pudo trasladarse al escenario de la ópera. La audiencia no quedó satisfecha con el hecho de que Hubay escribiera una ópera más exigente que la historia del pueblo. Las melodías populares del compositor de la obra folklórica, Gyula Erkel, se habían grabado demasiado profundamente en la conciencia pública durante veinte años.

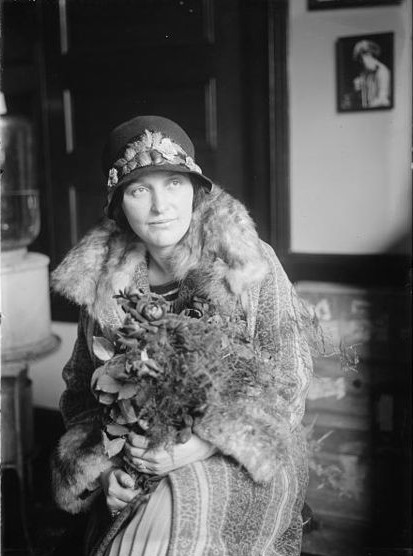
Stefi Geyer

El año 1896 tuvo varios eventos tristes para Hubay. El 29 de mayo murió su hermano mayor, Károly Hubay, y pocas semanas después, su propio primogénito, László. El sistema nervioso de Hubay quedó tan dañado por los dos choques inesperados consecutivos que estuvo postrado en cama y luego descansó durante mucho tiempo en Délvidék para recuperarse.
El año siguiente 1897 fue muy importante en la vida de la familia: en el verano de ese año se comenzaron a colocar los cimientos del Palacio Hubay, que se construyó en Fő utca y dominaba el muelle Margit (hoy día muelle Bem). El edificio se erigió en otoño, pero la construcción del interior tomó muchos meses, por lo que los Hubay solo se pudieron mudar a principios de octubre de 1898. El palacio lujosamente construido se hizo completamente de acuerdo con las ideas de Hubay. En el primer piso, se dispuso una sala de música para conciertos en casa, con candelabros venecianos, un piano blanco y una pequeña sala de ensayo separada. Este palacio proporcionó el marco típico de la vida de Jenő Hubay durante los casi cuarenta años restantes de su vida.
Otro gran evento en la vida de la familia en 1898 fue el nacimiento de su hijo Andor. Su hermano menor, Tibor, nació dos años después.
Entre los tristes acontecimientos de 1899 estuvo la muerte del buen amigo de Hubay de Bruselas, Francois van Hal, que conmocionó aún más a Hubay porque no había respondido a las cartas de su amigo durante meses debido a su intensa agenda. Cuando se enteró de que iban a subastar el Stradivarius de Van Hal, encargó a su pariente, Jenő Farkasházy, que le consiguiera el instrumento de su amigo. Farkasházy compró el Stradivarius por 25.000 coronas.
El febril trabajo realizado en la cátedra de violín de la Academia de Música en la segunda mitad de la década de los noventa arrojó su primer gran resultado en 1899. Fue entonces cuando el público de Budapest conoció a la primera alumna de extraordinario talento de Hubay, Stefi Geyer, considerada una niña prodigio. Le siguió tres años más tarde Ferenc Vecsey, que logró un rápido éxito mundial, y más tarde uno de los violinistas más conocidos y célebres del siglo XX, József Szigeti.

### Hubay y Bartók
A principios de siglo, Hubay realizó una gira de conciertos en el extranjero: a Alemania, Francia, Suiza, Bélgica. Mientras tanto, el comité del Comité Nacional de Música lo invitó a ocupar el puesto de director, que había quedado vacante mientras tanto, pero la asamblea de selección de director solo habría aceptado sus condiciones con enmiendas, por lo que Hubay retiró su candidatura.
La gran sensación musical de 1902 fue Béla Bartók, quien con solo veintiún años aprendió e interpretó de memoria el poema sinfónico Heldenleben (Una vida de héroe) de Richard Strauss basado en la partitura, sin extracto para piano. El talento único de Bartók fue inmediatamente reconocido por Hubay. Sin embargo, la oposición entre los dos pronto se hizo evidente, ya que Bartók estaba abiertamente en contra de los Habsburgo, lo que no gustaba a Jenő Hubay, quien en ese momento recibió la Cruz de Caballero de la Orden de József Ferenc.
Bartók escribió una sonata para violín y piano en la primavera de 1903, que presentó como pieza de examen. La obra, que reflejaba la influencia romántica francesa, pero que ya tiene las características experimentales del futuro, se interpretó en el concierto de examen. Medio año después, Hubay se comprometió a tocar la sonata al público en compañía de Bartók, expresando así su aprecio por el joven autor y la obra. La fecha de la presentación fue el 25 de enero de 1904

### Los años del cambio de siglo
A la vuelta del siglo, Hubay trabajó en su cuarta ópera, Moharózsa. El texto que fue escrito por György Ruttkay basado en un cuento inglés, era un libreto débil. Con una música poco acertada, la obra se eliminó rápidamente del programa. No aceptó la invitación del Conservatorio de Leipzig en 1903, al igual que en 1904 no aceptó la oferta del director de la Royal Academy of Music de Londres para dirigir el departamento de formación de violinistas de la institución durante cinco meses al año. No quería renunciar a su puesto en Budapest.
En 1903, volvió a realizar una gira de conciertos a gran escala y luego volvió a dedicar su tiempo a la composición ya que quería resolver el problema del drama musical húngaro moderno. El malvado intento del pueblo fracasó y los campesinos húngaros no encontraron su lugar en el escenario de la ópera. El amor de Lavotta, compuesta en 1904-1905 e interpretada en la Ópera en 1906, fue el último intento de Hubay de escribir una obra con temas y música húngaros. La ópera, dirigida por István Kerner y basada en una trama de cien años antes, fue rápidamente retirada del programa.
El cuarteto de cuerda Hubay-Popper prácticamente dejó de actuar en público ya en la temporada 1904-1905. Su papel fue asumido por el cuarteto Kemény-Kladivkó-Szerémi-Schiffer, formado por alumnos de Hubay y Popper. El 29 de mayo de 2007, recibió el título nobiliario de "Szalatnyai". 
Viajó a Londres a finales de enero de 1908 para interpretar el Doble Concierto de Bach con Ferenc Vecsey, que todavía estaba considerado un niño prodigio, y para dirigir el concierto para violín que había dedicado a Vecsey. La prensa londinense destacó el trabajo de Hubay, su forma de tocar el violín, sus habilidades de dirección y sus logros pedagógicos con el mayor aprecio.
En este año se fundó la sociedad orquestal de docentes académicos, cuyos dos directores eran Jenő Hubay y Dávid Popper, y que presentaba toda una serie de obras nuevas en cuatro conciertos al año. La novedad del concierto del 24 de febrero fue el Concerto all'antica de Hubay, dedicado a Stefi Geyer.
Jenő Hubay tenía 52 años en 1910 y había sido director del departamento de violín de la Academia de Música durante 24 años. También utilizaba los meses de verano para promover la música húngara. Sus médicos lo enviaron a descansar a Ostende, pero dirigió un concierto húngaro en el Kursaal de allí en julio de 1910. Además de obras de Bartók, Dohnányi, Albert Siklós, Leó Weiner y Zichy, el programa contó con su propia obertura Alienor. 
Ferenc Martos, autor de los textos de varias operetas de gran éxito, llamó hace años la atención de Hubay sobre el tema de la ópera La noche de amor. La ópera de Hubay La máscara nació de esto. Martos no se comprometió a preparar el libreto, pero le transmitió su idea temática. En Berlín, Hubay visitó al autor del texto de la ópera de Eugen d'Albert, Al pie de las montañas, que en ese momento se representaba en todo el mundo, el escritor alemán Rudolf Lothar, quien encontró interesante la historia y se comprometió a escribir el libreto. Hubay inicialmente imaginó que su ópera se representaría en Budapest por primera vez; por lo tanto, le pidió a Sándor Góth, quien también era su buen amigo y pariente cercano, que preparara el libreto junto con Lothar.
El compositor no había perdido el entusiasmo por el trabajo y en 1909, comenzó a escribir su ópera La Venus de Milo. El texto fue un trabajo conjunto de Sándor Góth e Imre Farkas, quienes basaron su libreto en la idea de Paul Lindau. La obra de Hubay estuvo en el cajón de su escritorio durante un cuarto de siglo, y la Casa de la Ópera lo representó en una forma ligeramente revisada en 1934.
Jenő Hubay, que había sido presidente de la Sociedad de Compositores Húngaros desde 1895, también fue elegido presidente de la Színpadi Szerzők Egyesület en 1910, en vista de su éxito en el escenario de la ópera. En Budapest, en el otoño de 1911, se conmemoró con apariciones solemnes el centenario del nacimiento de Ferenc Liszt. En esta ocasión, se interpretó la Misa de Coronación de Liszt en la Iglesia de Mátyás, en la que Hubay interpretó el solo de violín del Benedictus. En 1911, el gobierno encargó a Hubay que presentara obras representativas de autores húngaros en tres conciertos en Roma en diciembre y el Ministerio de Cultura decidió que Ernő Dohnányi y Ferenc Vecsey viajarían con él.

### La Primera Guerra Mundial
El magnicidio en Sarajevo y el estallido de la Primera Guerra Mundial cambiaron todo. Los tres escenarios principales de su éxito se volvieron inaccesibles para Hubay: París, Londres y Bruselas. Ya no podía visitar su "segundo país", Bélgica, y tampoco la Rusia zarista. En diciembre de 1915, obtuvo un éxito rotundo con su Sinfonía de guerra presentada en el Vigado de Budapest, que también se interpretó varias veces en Alemania al año siguiente. Las giras de conciertos en el extranjero tampoco estuvieron completamente ausentes durante la guerra. En noviembre de 1915, Hubay fue invitado a dirigir y tocar el violín en un concierto benéfico en Berlín. En abril de 1916 visitó Constantinopla, donde ofreció un concierto a beneficio de la Media Luna Roja y se organizó una actuación privada para las damas del harén, a petición especial del sultán. De vuelta a casa, Hubay también dio un concierto en Sofía, donde el público búlgaro lo celebró con entusiasmo. Hubay era una persona impulsiva y tenía una actitud claramente nacionalista. Todo esto se expresó con violencia cuando Italia y luego Rumania entraron en guerra a fines de agosto de 1916. Su ira no fue contenida por la vieja amistad con la reina rumana y Elena Văcărescu.
Durante este período, Bartók y Kodály se incorporaron como profesores a la Academia de Música, con quienes Hubay mantuvo una buena relación, a pesar de sus diferencias. En repetidas ocasiones defendió a Bartók frente a los críticos musicales hostiles y la opinión pública. 
Más tarde tuvo un arrebato violento al leer reseñas que elogiaban la sinfonía en re menor de Dohnányi. Entonces se dio cuenta por primera vez de que la crítica nunca apreció las aspiraciones nacionales en sus obras y nunca evaluó sus obras como un gran paso del desarrollo de la música húngara. Más tarde, sospechó cada vez más que la "camarilla" progresista de profesores académicos menospreciaba su arte por alguna "razón inexplicable", y que el grupo de artistas "modernistas", los "atonalistas", querían "ahogarlo" a toda costa. Hubay observó con celos crecientes el reconocimiento cada vez más generalizado de los "atonales", es decir (Béla Bartók, Zoltán Kodály y Leó Weiner), y la actividad de Dohnányi, que regresó a casa desde Berlín en el otoño de 1915 y fue invitado a convertirse en uno de los profesores de la Academia de Música un año después, con el fin de elevar los estándares de la Academia. El 14 de febrero de 1919, Dohnányi fue nombrado director de la Academia de Música por el Consejo de Ministros. Hubay experimentó esto como un gran golpe, ya que esperaba este nombramiento para él mismo. Sin embargo, no se dio cuenta de que la política estaba jugando en su contra: ni siquiera pensó que el gobierno que llegó al poder con la Revolución de Aster difícilmente nombraría al frente de la Academia de Música al esposo de una condesa antirrevolucionaria. .
Hubay, que ya estaba celoso de Dohnány, se tomó muy en serio su rechazo y declaró que se iba al extranjero: al fin y al cabo, anteriormente había rechazado más de una oferta brillante en Londres, Leipzig, Suiza, América, etc. Dohnányi, que respetaba sinceramente a su antiguo maestro, trató de detenerlo, pero sin éxito. Mientras esperaba su visa suiza, Hubay se trasladó a Herend. En 1919, la familia viajó a Zúrich vía Viena y luego se instaló definitivamente en Neuchâtel. Su salida fue forzada, ya que fue despojado de sus bienes por el gobierno, y él mismo habría sido tomado como rehén, como ocurrió con varios "enemigos de clase" adinerados.
Tras el colapso de la República Soviética, Géza Moravcsik, quien anteriormente fuera secretario de la Academia de Música, regresó a la institución y en una reunión exigió la renuncia de Kodály (quien dirigió la institución durante ese tiempo). Kodály rechazó resueltamente su intervención no autorizada, pero Moravcsik logró que lo nombraran comisionado ministerial. Invitó a Jenő Hubay a regresar a casa como posible director de la Academia. Hubay fue nombrado director el 13 de noviembre. Por contra Dohnányi, Bartók, Kerpely, Kodály y Waldbauer fueron baja por un año. La buena relación personal anterior de Hubay con esos grandes músicos se deterioró después de su regreso, pero principalmente en 1920.

### Hubay al frente de la Academia de Música
El viejo deseo de Hubay se hizo realidad cuando fue nombrado director de la Academia de Música. Esto también estimuló su deseo creativo. Como resultado, nacieron sus sinfonías Dante y Petőfi. Esta última tuvo su primera interpretación en 1923. El 26 de febrero, se organizó como "la celebración musical del centenario de Petőfi", frente a una audiencia de 3.000 personas, en el Teatro de la Ciudad. La obra fue dirigida por el propio autor, con la participación de la orquesta de la Sociedad Filarmónica, el coro de ópera, el coro de Palestrina, el Buda Dalárda y varios coros infantiles. Petőfi fue cantada por Ferenc Székelyhidy, Julia por Anna Medek, el Genio por Vilma Tihanyi, la Muerte por Béla Venczell. En 1926, la sinfonía también fue un gran éxito en Finlandia.
El gran acontecimiento de 1923 fue el estreno de su ópera Anna Karenina. La versión dramatizada de la novela de Tolstoy fue un gran éxito en la representación de Vígszínház en el período inmediatamente anterior al estallido de la guerra, y Hubay comenzó a ponerle música en la Primera Guerra Mundial. Pero el Teatro de la Ópera no logró escenificar la obra con la suficiente flexibilidad. Por ello, Hubay retiró la obra, lo que inició una larga correspondencia entre él y Gyula Wlassics, la directora general de la Ópera. La obra fue presentada el 10 de noviembre. Junto con El violinista de Cremona, esta ópera suya alcanzó el éxito más generalizado. El trabajo también recibió un reconocimiento considerable del público en el extranjero ( Duisburg, Baden-Baden, Bochum, Núremberg, Viena ).
Después del espectáculo, Jenő Hubay tenía una serie de conciertos en Checoslovaquia, después de una pausa de ocho años, pero tuvo que interrumpir su gira a principios de abril debido a una intoxicación estomacal y regresar a Budapest.
Estaba profundamente satisfecho de que el baluarte de la educación musical húngara, del que había sido profesor durante casi 40 años, alcanzara su 50 aniversario bajo su dirección. En esta ocasión, el instituto tomó el nombre de Liszt, se fundó un museo de Liszt en la Academia de Música y se publicó un libro conmemorativo que incluye los escritos de Albert Apponyi, Imre Keéri-Szántó, Antal Molnár, Albert Siklós y Jenő. Hubay. En los primeros días de mayo se organizaron tres conciertos de celebración: se interpretó la Leyenda de Santa Isabel de Liszt.
El 14 de marzo, Hubay realizó un concierto en la capital austriaca por invitación de los húngaros residentes en Viena. Luego, a mediados de abril de 1926, acompañado por su hijo Andor, viajó a Berlín y Estocolmo, donde interpretó su Sinfonía Petőfi con gran éxito. Jenő Hubay fue elegido miembro honorario de la Asociación Nacional de Música Húngara en la reunión general celebrada el 8 de octubre de 1926. 
Al año siguiente 1927, con motivo del centenario de la muerte de Beethoven, organizó una serie de conciertos a gran escala en la Academia de Música, después de lo cual realizó una gira nacional de conciertos, cuyas ganancias donó para "los talentos húngaros".
Jenő Hubay cumplió 70 años en 1928, cuya celebración se anticipó ya en diciembre de 1927 con la inauguración del nuevo Palacio de la Música del conservatorio de Miskolc (Escuela de Música Hubay Jenő) que lleva su nombre. Jenő Hubay apareció en la celebración el 17 de diciembre de 1927, e incluso actuó en el concierto organizado en su honor: interpretó el solo de violín de la Misa de la Coronación, que anteriormente había interpretado en varias ocasiones en compañía de Liszt. Además, donó al conservatorio la estatua de bronce plateado realizada por Miklós Ligeti, que recibió de la capital en 1912. Varias ciudades alemanas y las nuevas estaciones de radio de las capitales escandinavas transmitieron programas de Hubay el 15 de septiembre, algunos de ellos con sus alumnos.

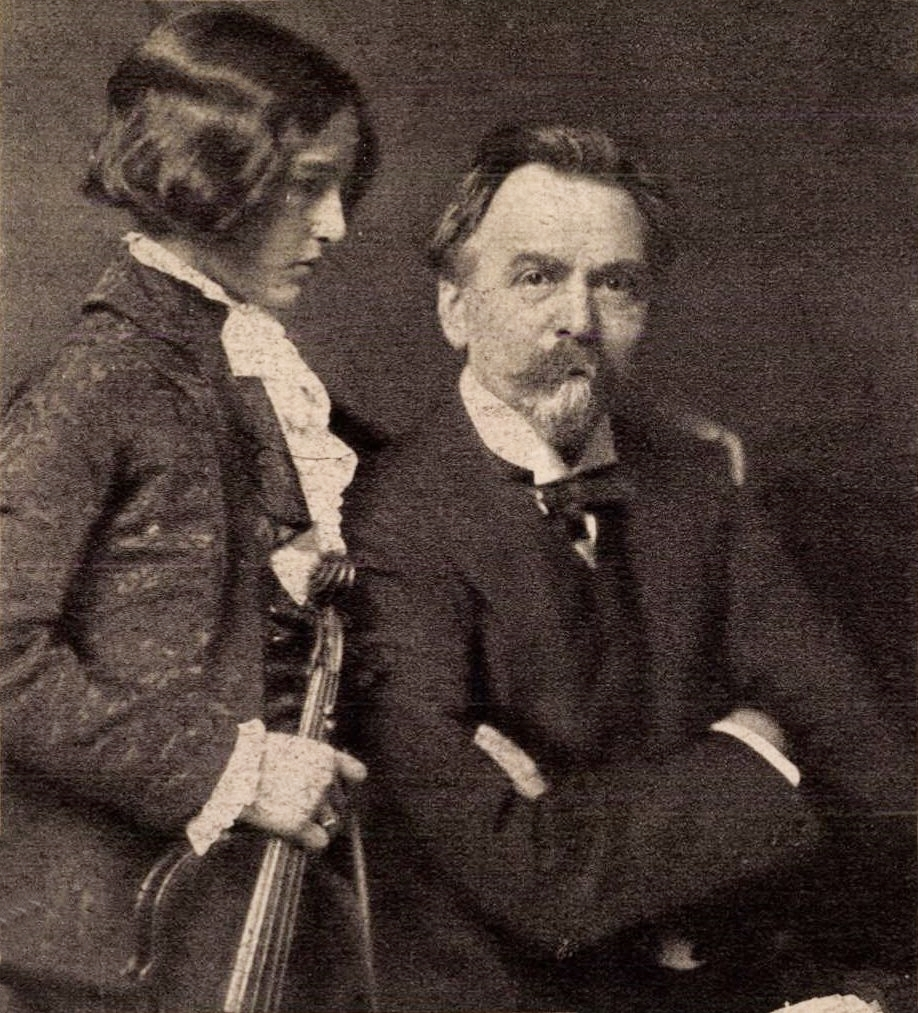
Pártos István y Hubay Jenő (Székely Aladár, 1916)

En la primavera de 1930, Hubay dirigió un concierto de música húngara en la Salle Pleyel de París, escenario de sus anteriores triunfos, y con su cuidadosa preparación aprovechó hábilmente las oportunidades que se habían abierto para la propaganda cultural húngara en París por primera vez desde la Primera Guerra Mundial. Con la ayuda de sus conexiones personales, logró que el "tout Paris" participara en el concierto organizado a fines de abril, donde, con la participación de la Orquesta Sinfónica de París, dos talentosos jóvenes húngaros ( Stefi Geyer y Ferenc Vecsey ) hicieron que los conciertos de Leó Weiner y Hubay fueran un éxito. El público celebró con entusiasmo a los artistas húngaros.
Una de las mejores experiencias de su última década fue el concierto de Yehudi Menuhin, de 15 años, en Budapest en octubre del que dijo al respecto: "Simplemente fenomenal. Tuve bastantes prodigios en mis manos: Vecsey, Geyer, Pártos, Szigeti, Rubinstein, Kerékjártó y otros. Pero este chico los supera. No se puede tocar el violín de forma más bella, más sencilla, más perfecta". Un año después, se le pidió a Hubay que dirigiera la Filarmónica de Viena en la velada orquestal de Menuhin a fines de octubre de 1931, pero probablemente no se llevó a cabo debido a la presentación de La máscara en Karlsruhe.
En la década de 1920, Hubay reelaboró La máscara, escrita a principios de siglo con libreto de Rudolf Lothar y Sándor Góth, y fue aceptada para su interpretación en la Ópera de Budapest en 1930. Dado que Hubay tuvo muy malas experiencias con la ópera Anna Karenina, observó con recelo los preparativos de la función. Pero para octubre de 1930, parece que todo estaba en orden. La máscara se representó en febrero de 1931 y una de sus representaciones incluso se transmitió por radio.
Hubay cumplió los 74 años en septiembre de 1932. Estaba en excelentes condiciones y nunca se le pasó por la cabeza que, como su antecesor, Ödön Mihalovich, pudiera retirarse de la noche a la mañana. Y, sin embargo, esto sucedió: mientras pasaba su descanso de fin de semana en Mosóc a principios de octubre, el ministro Jenő Karafiáth lo retiró, citando su edad. El movimiento inesperado le costó la posición al ministro ya que los amigos de Hubay en posiciones de liderazgo demostraron ser más fuertes. Cuando regresó a Budapest el domingo por la noche, Bálin Hóman ya había ocupado el lugar del ministro, que había sido apartado. Después de que Hóman, quien tenía una relación amistosa con él, se convirtiera en ministro, Hubay abogó por ser nombrado "director perpetuo". Sin embargo, esto era imposible y dos años más tarde, en 1934, solicitó su retiro. En esta ocasión, fue nombrado presidente de la Academia de Música. Sin embargo, no renunció a su liderazgo en la escuela y continuó su labor educativa hasta el último día de su vida.

### Cenas musicales en el Palacio de Hubay
En 1933, los Hubay celebraron en primavera, el matrimonio del hijo mayor, Andor, y en otoño, el 75 cumpleaños de Jenő Hubay en el que la radio emitió un recopilatorio festivo de sus obras el 15 de septiembre.
En 1920 Hubay inició las tardes de música en su palacio de Fő utca. El gran salón era una de las salas más bellas y decorativas del palacio, era adecuada para una audiencia de unas 150 personas y proporcionaba un ambiente agradable para la música de cámara. Las tardes de música jugaron un papel importante al brindar una oportunidad para que los jóvenes talentos se presentaran. Las tardes de música -cuatro o cinco al año- se celebraban durante la temporada de conciertos, y su programación tradicional era música de cámara y música vocal. En los años veinte, el Cuarteto de Hubay solía interpretar cuartetos clásicos y románticos con la formación de Jenő Hubay – Ferenc Gábriel – Nándor Zsolt – Miklós Zsámboki, añadiendo ocasionalmente un piano para tocar un quinteto o sexteto. En los años treinta, Ede Zathureczky ocupó el lugar de Gábriel y Jenő Kerpely ocupó el lugar de Zsámboki en la mayoría de los casos. Las partes vocales de las primeras tardes de música fueron interpretados por los cantantes del Teatro de la Ópera. Entre 1920 y 1937, Hubay organizó 67 tardes de música. Muchos cantantes y músicos extranjeros los visitaron, incluidos Richard Strauss y Felix Weingartner, durante sus visitas a Budapest. En tales casos, el programa se hacía a partir de las obras del ilustre invitado.
A principios de la década de 1930, los invitados a las veladas musicales, decidieron fundar la Hubay Jenő Társaság. Al pagar la cuota nominal de membresía, sus miembros adquirían el derecho a invitaciones a las veladas musicales y contribuían a los costos de la organización.
Durante estos años, Hubay fue miembro de la Sociedad Húngara Mickiewicz, cuyo objetivo era fomentar las relaciones polaco-húngaras.

### Últimos años
A mediados de la década de 1930, Hubay actuó varias veces en la radio de Budapest y una vez dio un concierto a dúo en la radio de Viena en compañía de Clemens Krauss. Desafortunadamente, no han sobrevivido muchas de sus grabaciones, pero una de ellas fue reproducida en septiembre de 1972, en la inauguración de la sala Hubay de la Academia de Música. También se hizo una película sonora sobre la forma de tocar el violín de Hubay. En la película Halló, Budapest, realizada en agosto de 1935, que promociona los logros de Hungría, se puede ver al artista de entonces 77 años durante tres minutos, tocando música con una confianza que desmiente su edad.
La venus de Milo, la ópera de Hubay compuesta entre 1905 y 1910 con textos de Paul Lindau, Sándor Góth e Imre Farkas, estuvo en los cajones del autor y de la dirección de la ópera durante casi tres décadas, hasta que finalmente el 1 de marzo de 1935, fue interpretada en medio de brillantes decorados, dirigida por Antal Fleischer.

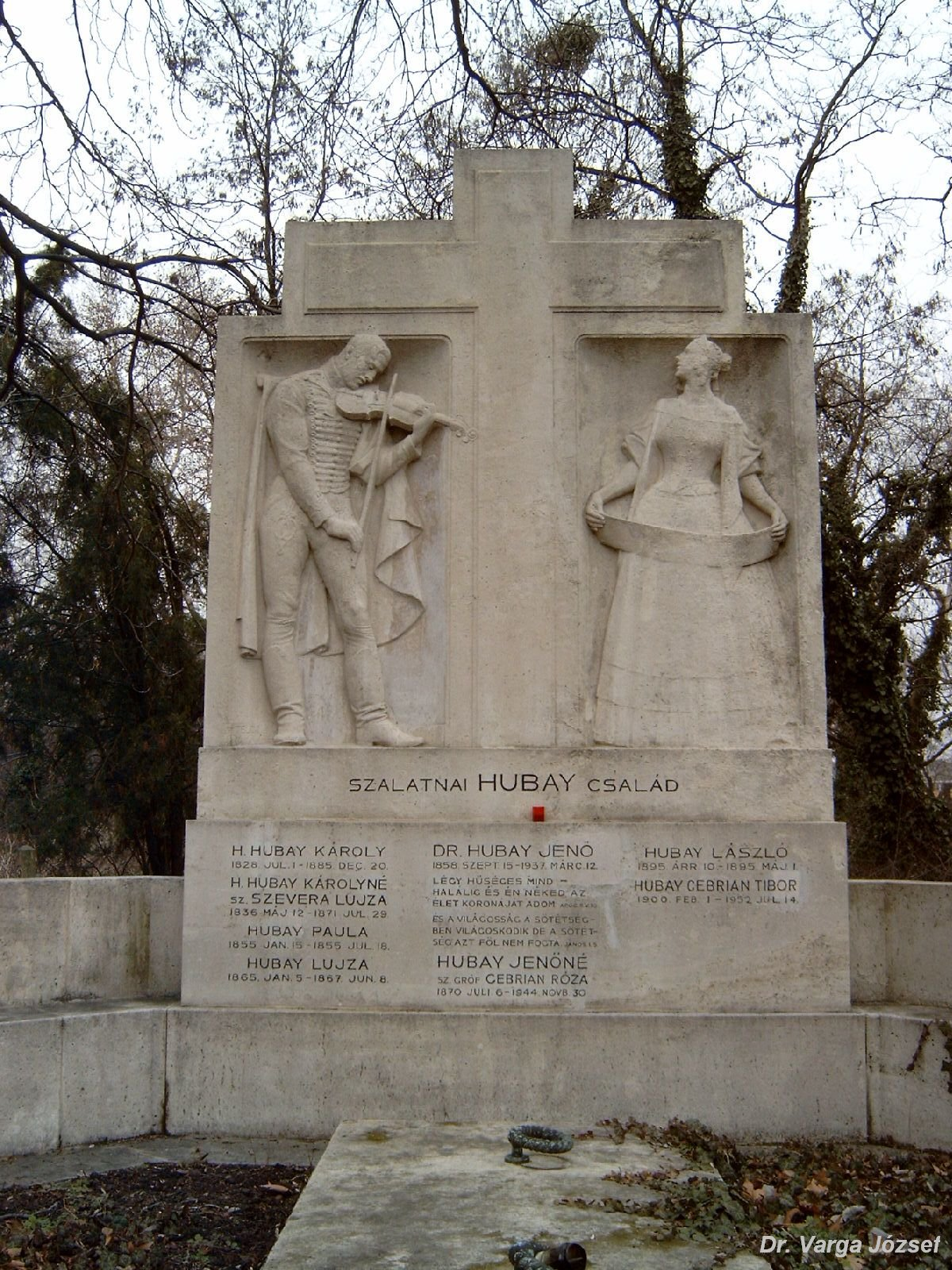
Tumba de Hubay Jenő

El último año completo de la vida de Hubay, el año 1936, fue memorable gracias a tres espectáculos: la representación en Budapest de su obra de danza El gigante egoísta, basada en el cuento de hadas de Oscar Wilde, la primera representación de la obra de danza recopilada de Csárdajelenetek y el estreno de Anna Karenina en Viena. El viejo deseo del autor se hizo realidad cuando Felix Weingartner interpretó su ópera en la Staatsoper de Viena a principios de febrero.
El 23 de mayo, Hubay subió al podio de la dirección por última vez: dirigió el concierto de graduación de sus dos graduados favoritos, Gabriella Lengyel y Róbert Virovai, así como los conciertos de Brahms y Beethoven en la sala principal de la Academia de Música. El público, que llenó la sala, celebró al maestro de 78 años y a sus alumnos después de ambas obras.
Tras el éxito de Anna Karenina en Viena, a Hubay sólo le quedaba un deseo sin cumplir: su "sinfonía de la paz" Ara pacis, en la que había estado trabajando desde 1916 -desde la primera aparición de la idea- casi hasta el final de su vida. Durante la Primera Guerra Mundial, leyó por primera vez el Himno de la Paz de Romain Rolland, e inmediatamente decidió escribir a partir de él la "gran obra" de su vida. Pero la composición de la obra fue lenta, y no la terminó hasta 1936. No le quedó tiempo para ver su estreno en Ginebra o La Haya.
Hubay redactó su testamento el 6 de enero de 1937 y se despidió de su esposa e hijos. En marzo de 1937, a la edad de 79 años, se preparaba para hacer de jurado del primer concurso internacional de violín que llevaba el nombre de Eugène Ysaÿe en Bruselas, escenario de su gloria juvenil. Se estaba preparando felizmente para ir a su "segundo país", que había dejado medio siglo antes, con su último alumno favorito, Róbert Virovai, de quien esperaba que estuviera entre los primeros. Sin embargo, el destino decretó lo contrario.
El 12 de marzo, a las 17:00 horas en la Újvárosháza de la calle Váci, participó en un coloquio sobre las celebraciones que se organizarán con motivo del Jubileo de San Esteban, en compañía de Jenő Heltai, Zoltán Kodály, Gusztáv Oláh y Béla Paulini, entre otros. Durante el mismo un inesperado ataque al corazón lo mató.

## Su música y su legado.

### Su trabajo en la educación musical.
Los logros de Jenő Hubay como instructor le dieron fama mundial a la escuela húngara de violín y a la Academia de Música. La edad de oro de la historia del arte del violín húngaro está asociada con su nombre. Jenő Hubay no llamó método a su enseñanza porque no sentía que lo fuera. Para él, el estilo instintivo de un gran artista se fundió con la brillante labor de un maestro. No pensó en un método porque no lo necesitaba: su enseñanza era diferente para cada individuo. El trabajo pedagógico se desarrollaba de acuerdo a la edad, aptitud y forma de la mano del alumno. El secreto de su enseñanza se manifestaba en un violín completamente fácil, libre de todas las inhibiciones, infinitamente natural y "juguetón". Esto es para lo que entrenaba a sus alumnos, y él mismo tocaba de esta manera. Como cualquier otro profesor de violín, Hubay partía de la postura correcta del violín: un tronco recto, una posición relajada, pero no rígida y completamente inmóvil con el instrumento eran los primeros requisitos. La colocación absolutamente sólida del violín es la segunda. Si el alumno no tocaba de acuerdo a su idea, lo mejoraba y le daba forma.

### Alumnos más famosos
- Jenő Adorján - tocó música en París y Lübeck, luego en la ópera y la orquesta de la ciudad de Düsseldorf como concertino.
- Arányi Jelly - se instaló en Londres, donde se desempeñó como solista y músico de cámara.
- Endre Gertler - hoy es considerado el mejor intérprete de Bartók. En la segunda mitad de su vida, se instaló en Bruselas.
- Stefi Geyer - una de las más grandes violinistas húngaras, la primera alumna de la escuela de maestría de Hubay en lograr el éxito mundial. Destacó con sus interpretaciones de obras clásicas y románticas. A partir de 1906 estuvo en estrecho contacto con Béla Bartók, quien escribió para ella un concierto para violín.
- Jenő Ormándy - logró un gran éxito en los Estados Unidos de América ( Nueva York, Minneapolis ), luego en Filadelfia, donde fue director permanente y luego director musical de la orquesta local (Philadelphia Orchestra).
- István Pártos, uno de sus alumnos más talentosos, que murió cuando era adolescente en la epidemia de gripe española.
- József Szigeti – violinista reconocido en toda Europa, uno de los primeros artistas de fama internacional que dio conciertos en la Unión Soviética en la década de 1920. Fue uno de los más conocidos intérpretes de obras clásicas y especialmente modernas (Bartók, Ravel, Stravinski, Prokófiev).
- Zoltán Székely - fue el primer violinista del Cuarteto de cuerda húngaro .
- Emil Telmányi - basó su reputación en giras de conciertos europeas y americanas. Es uno de los representantes destacados del arte moderno del violín húngaro, un artista extraordinariamente imaginativo y profundo. Siempre sirvió para promover la música húngara. Fue un convincente intérprete de las obras para violín de Béla Bartók.
- Ferenc Vecsey : actuó por primera vez en Berlín a la edad de diez años, durante sus giras de conciertos también realizó giras por América y el este de Asia. Ganó fama mundial con su elegante estilo y sus habilidades virtuosas. También logró un gran éxito como compositor.
- Ede Zathureczky - basó su reputación en giras de conciertos europeas y americanas. Fue profesor y más tarde director de la Academia de Música.

### La escuela de Hubay
La escuela de maestría, o escuela de formación artística, como también se le llama, se estableció en 1911. Cuando se inauguró la escuela de maestría los alumnos de Hubay ya habían establecido la reputación mundial de su escuela y muchos de ellos eran conocidos en el extranjero como prodigios. Un grupo de sus excelentes exalumnos formó el cuerpo docente de la Academia de Música y Música Nacional: Ferenc Gábriel, Rezső Kemény, Vilmos Kladivkó, Géza Kresz, Gyula Mambriny, Oszkár Studer, Gusztáv Szerémi, Nándor Zsolt. En la conferencia inaugural de la Academia de Música, el director Ödön Mihalovich anunció que se habían asignado tres profesores (Hubay, Popper, Szendy) para dirigir el departamento que brindaba la más alta formación. Los últimos alumnos de la escuela de maestría fueron Róbert Virovai y Gabriella Lengyel.

### Su trabajo como compositor
La carrera de Hubay estuvo acompañada de la composición como actividad continua y regular. Más de la mitad de sus aproximadamente 400 piezas musicales son composiciones para violín, la mayoría de las cuales fueron compuestas en las últimas dos décadas del siglo XIX. Una parte importante de las más de cien canciones de Hubay con letras en húngaro, alemán y francés también se pueden fechar en el mismo período, y el mundo de los salones que determinó la vida intelectual de la época sirvió de inspiración para su composición. En la segunda mitad de su vida, su interés se centró cada vez más en los géneros sinfónicos y escénicos de mayor escala. Se puede observar una extraña contradicción en el hecho de que, si bien Hubay fue considerado uno de los músicos de cámara más importantes de su tiempo, él mismo casi no compuso música de cámara, la única obra sobreviviente que le pertenece en el sentido más estricto de la palabra es la Sonata Romántica. Su música se caracteriza por el conservadurismo, un giro hacia el romanticismo del siglo XIX, por lo tanto hacia Wagner, cuyo concepto de drama musical trató de adoptar en la música húngara, sin éxito. Aunque estaba abierto a las innovaciones y educaba a sus alumnos con tal espíritu, para él el modelo a seguir seguía siendo Richard Strauss.